# Gajus Cornelius Gallus

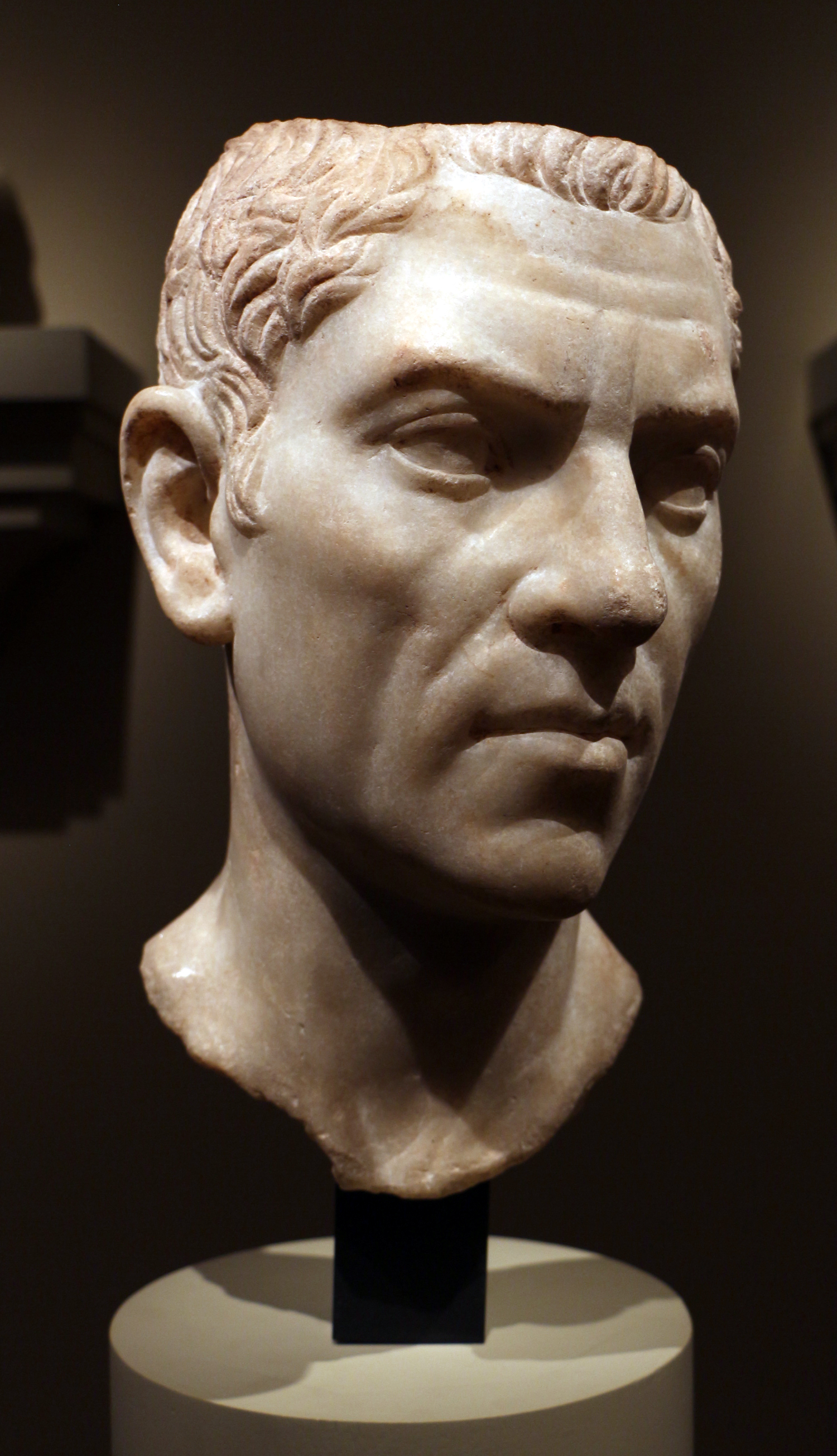
Byst föreställande Gajus Cornelius Gallus.

Gajus Cornelius Gallus, född 69 f.Kr. i Forum Livii (Forlì), död 26 f.Kr. (självmord), var en romersk poet, fältherre och politiker.
Gallus blev av Augustus upphöjd till riddare och efter slaget vid Actium 31 f.Kr. utsedd till ståthållare över Egypten. Han anklagades dock för att uppträda på ett egenmäktigt och förmätet sätt och råkade i onåd och tog slutligen sitt liv.
Gallus författade fyra böcker elegier, i vilka han skildrar sin kärlek till Lycoris (pseudonym), en skön och lidelsefull frigiven slavinna, och han brukar räknas som den till tiden förste bland Roms elegiska skalder, särskilt som efterbildare av den alexandrinska skolan (Euforion med flera). Hans stil synes ha varit något hård, men sentidas och efterföljares lovord vittnar om att han hade anseende som skald. Hans dikter har gått förlorade, så när som på en versrad samt nio ytterligare rader som upptäcktes i en papyrus i Egypten 1978.